# Elecciones generales de la Guyana Británica de 1964
Elecciones generales tuvieron lugar en la Guayana Británica el 7 de diciembre de 1964. El Partido Progresista del Pueblo ganó 24 de los 53 escaños. Sin embargo, el Congreso Nacional del Pueblo (22 escaños) y La Fuerza Unida (7 escaños) pudieron formar un gobierno de coalición. A pesar de perder las elecciones, el primer ministro y líder del PPP Cheddi Jagan se negó a dimitir, y tuvo que ser removido de su cargo por el gobernador colonial Richard Luyt, siendo sustituido por Forbes Burnham. La participación electoral fue del 97,0%.

## Resultados
| Partido                             | Votos   | %    | Escaños | +/–   |
| ----------------------------------- | ------- | ---- | ------- | ----- |
| Partido Progresista del Pueblo      | 109,332 | 45.8 | 24      | +4    |
| Congreso Nacional del Pueblo        | 96,657  | 40.5 | 22      | +11   |
| La Fuerza Unida                     | 29,612  | 12.4 | 7       | +3    |
| Partido de la Justicia              | 1,334   | 0.6  | 0       | Nuevo |
| Partido Musulmán Unido de Guyana    | 1,194   | 0.5  | 0       | Nuevo |
| Partido Paz, Igualdad y Prosperidad | 224     | 0.1  | 0       | Nuevo |
| Frente Laborista Nacional           | 177     | 0.1  | 0       | Nuevo |
| Votos nulos/en blanco               | 1,590   | –    | –       | –     |
| Total                               | 240,120 | 100  | 53      | +18   |
| Votantes registrados/participación  | 247,604 | 97.0 | –       | –     |
| Fuente: Nohlen                      |         |      |         |       |